# Immingham
Immingham je průmyslové město ležící na severu anglického hrabství Linconshire, na jižním břehu estuáru Humber. Je zde významný přístav s jednou ze sedmi ropných rafinerií pro pokrytí spotřeby anglického trhu. Jeho novodobá historie se začala psát před 25 lety, kdy zde byl vybudován přístav pro uhlí. V současnosti přes Immingham proudí ocel, dřevo, papír, ropa, potraviny a mnoho dalšího zboží určeného pro britský trh. Nejvýznamnější komunikace je rychlostní silnice A 180, navazující na M 160. Je zde ukončen britský úsek evropské silnice E22, který je odsud převeden po trajektu do Nizozemska, odkud pokračuje dál.